# Сідар-Веллі (Оклахома)
Сідар-Веллі (англ. Cedar Valley) — місто (англ. city) в США, в окрузі Логан штату Оклахома. Населення — 405 осіб (2020).

## Географія
Сідар-Веллі розташований за координатами 35°52′26″ пн. ш. 97°30′2″ зх. д. / 35.87389° пн. ш. 97.50056° зх. д. (35.874001, -97.500499).  За даними Бюро перепису населення США в 2010 році місто мало площу 5,74 км², уся площа — суходіл.

## Демографія
Згідно з переписом 2010 року, у місті мешкало 288 осіб у 137 домогосподарствах у складі 108 родин. Густота населення становила 50 осіб/км².  Було 145 помешкань (25/км²).
Расовий склад населення:
| - 92,0 % — білих - 5,6 % — корінних американців - 1,0 % — осіб інших рас |

До двох чи більше рас належало 1,4 %. Частка іспаномовних становила 2,4 % від усіх жителів.
За віковим діапазоном населення розподілялося таким чином: 9,4 % — особи молодші 18 років, 59,0 % — особи у віці 18—64 років, 31,6 % — особи у віці 65 років та старші. Медіана віку мешканця становила 59,8 року. На 100 осіб жіночої статі у місті припадало 101,4 чоловіків;  на 100 жінок у віці від 18 років та старших — 107,1 чоловіків також старших 18 років.
Середній дохід на одне домашнє господарство  становив 91 870 доларів США (медіана — 76 250), а середній дохід на одну сім'ю — 102 335 доларів (медіана — 84 000). За межею бідності перебувало 4,3 % осіб, у тому числі 1,4 % дітей у віці до 18 років та 0,8 % осіб у віці 65 років та старших.
Цивільне працевлаштоване населення становило 178 осіб. Основні галузі зайнятості: публічна адміністрація — 19,7 %, мистецтво, розваги та відпочинок — 15,7 %, освіта, охорона здоров'я та соціальна допомога — 14,6 %.